# Coenagrion persicum
Coenagrion persicum is een libellensoort uit de familie van de waterjuffers (Coenagrionidae), onderorde juffers (Zygoptera). De wetenschappelijke naam van de soort is voor het eerst geldig gepubliceerd in 1993 door Heinrich Lohmann. 
De soort staat op de Rode Lijst van de IUCN als onzeker, beoordelingsjaar 2006, wat wil zeggen dat er niet genoeg data voorhanden is om een zekere diagnose te stellen.
De soort komt voor in het westen van Iran, maar deze regio werd nog niet grondig onderzocht en de kans is erg groot dat de Coenagrion persicum ook elders voorkomt. Mogelijk komt de soort ook voor in Irak en Turkije, maar daarnaar moet nog meer onderzoek gedaan worden. De huidige populatie is ook onbekend.
Hoewel er meer onderzoek moet worden gedaan naar de specifieke habitat, wordt aangenomen dat de soort voorkomt op het land en in de omgeving van zoet water.